# Sceliphron spirifex
Sceliphron spirifex là một loài côn trùng cánh màng trong họ Sphecidae, thuộc chi Sceliphron. Loài này được Linnaeus mô tả khoa học đầu tiên năm 1758.
Nó kích thước cơ thể dài trung bình (17–27 mm hoặc 0,7-1,1 inch) thắt lưng màu vàng. Chân màu đen với dải màu vàng, râu đen và cánh là trong suốt.
Con cái xây dựng tổ bùn đa bào lớn gắn liền với những vách đá, đá, thân cây, cây cầu và các tòa nhà. Các ô tổ có một con nhện bên trong.
S. spirifex sống trong môi trường sống đa dạng ở khắp châu Phi và Nam Âu, nhưng liên quan chặt chẽ với các tòa nhà và cấu trúc nhân tạo khác.

## Hình ảnh

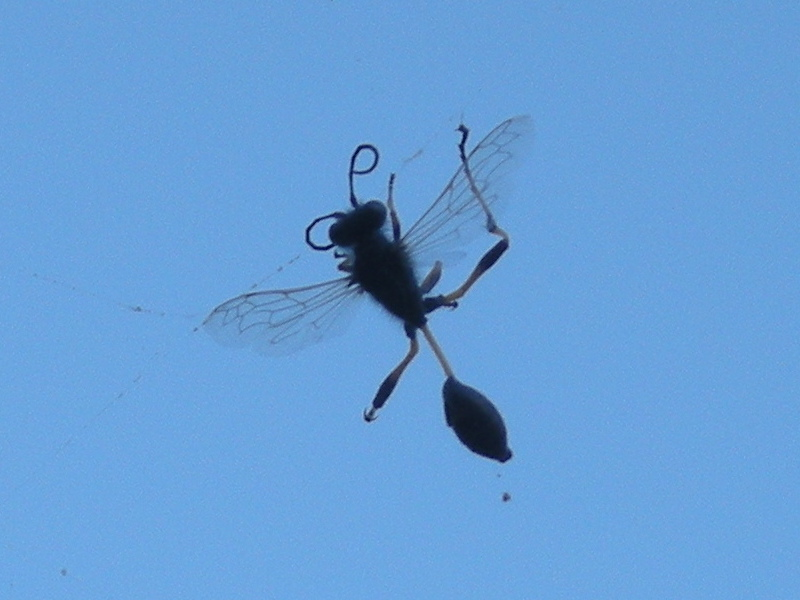
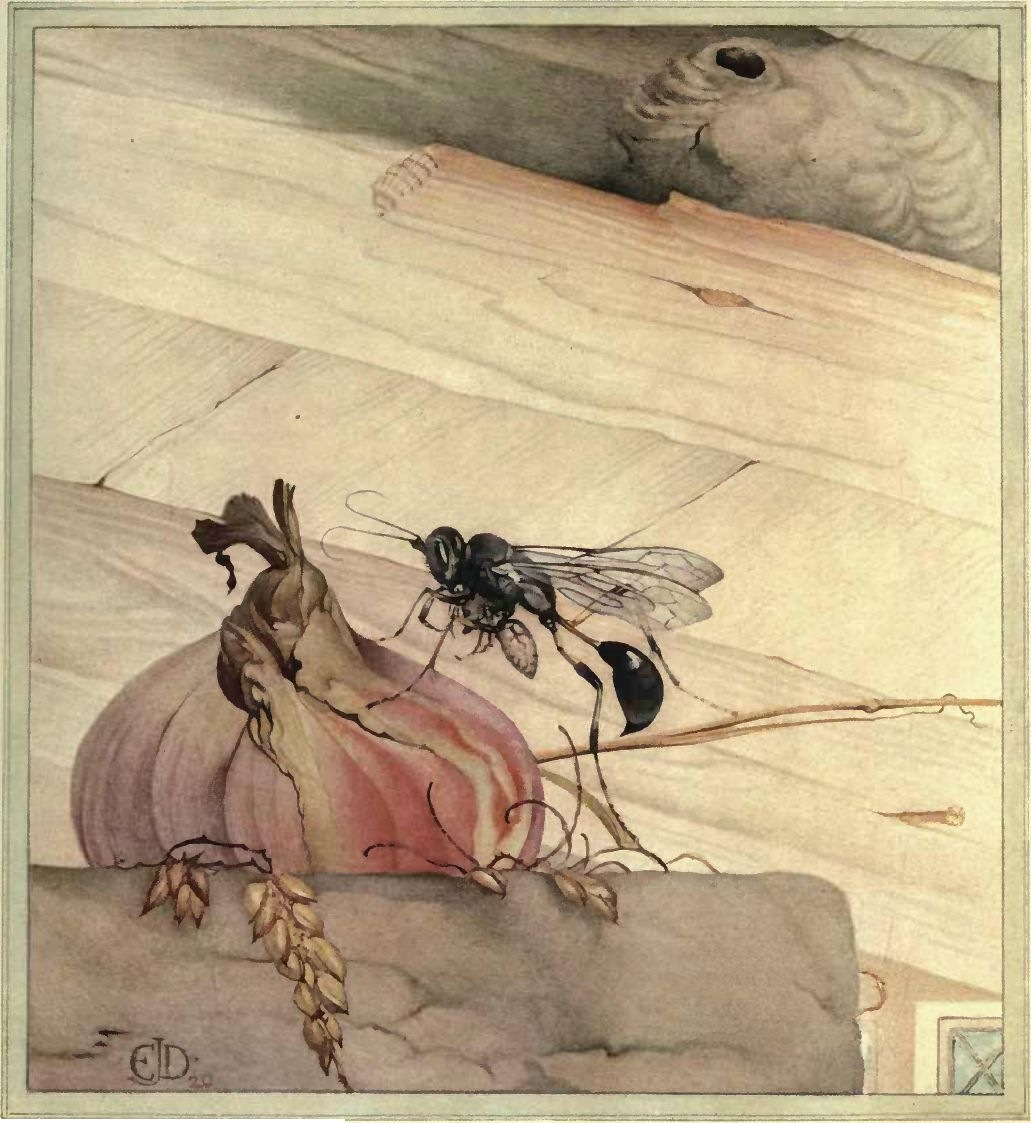
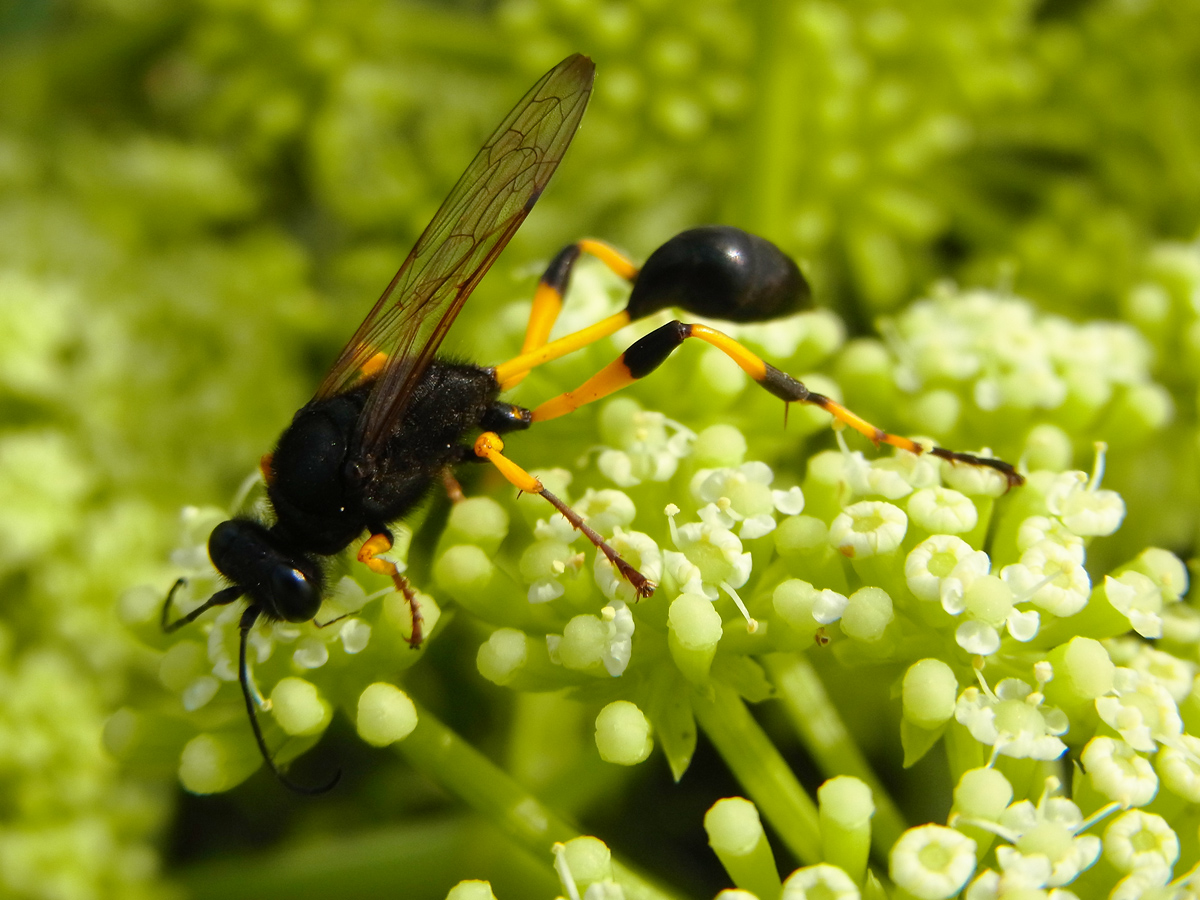
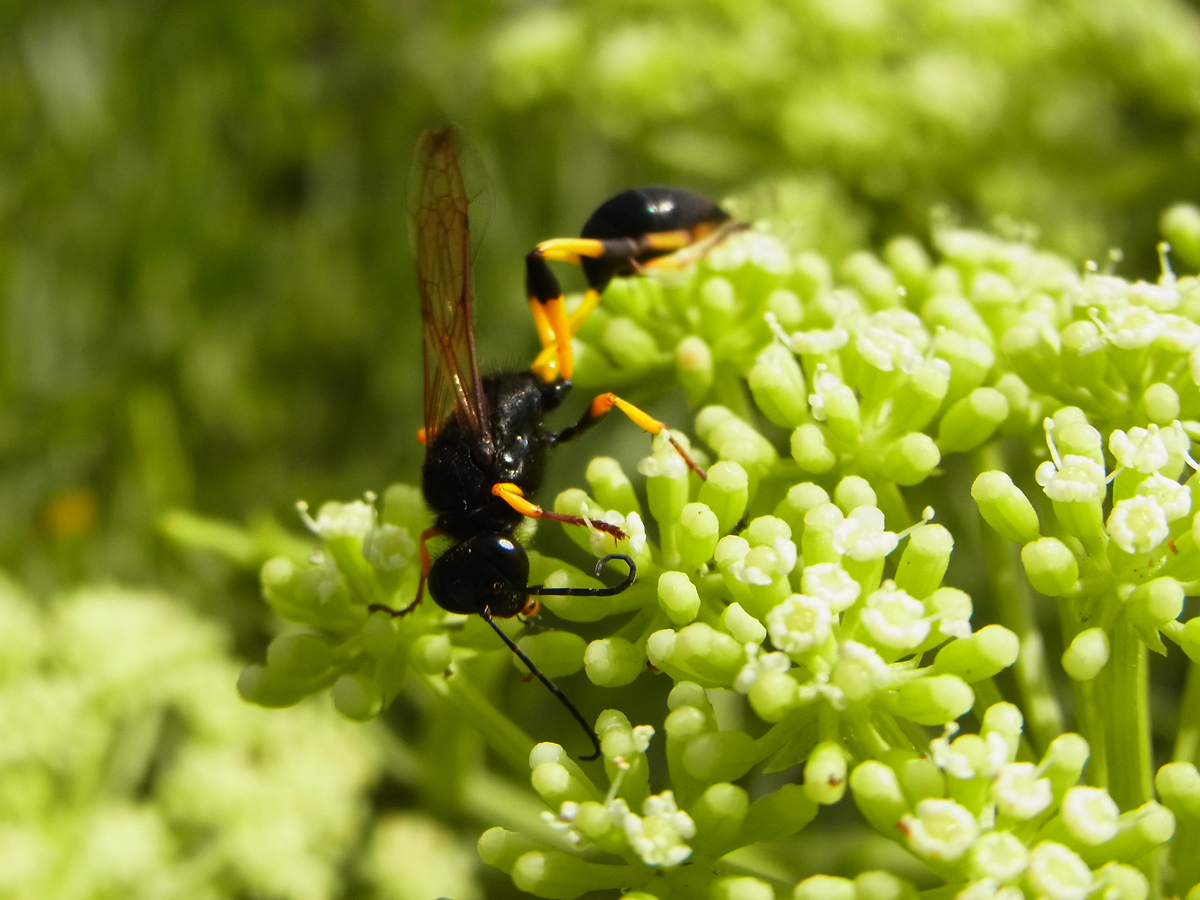